# ضرب نرده‌ای

ضرب اسکالر یک بردار اقلیدسی در ۳، بردار را کشیده می کند. در صورت ضرب در مقدار کمتری از ۱ (مثل یک سوم) بردار فشرده می‌شود.

ضرب های اسکالر و

در ریاضیات، ضرب نرده‌ای (به انگلیسی: scalar multiplication) یکی از عملگرهای اصلی برای تعریف یک فضای برداری در جبر خطی است (یا به‌طور کلی، یک مدول در جبر مجرد).
در هندسه، ضرب نرده‌ای به معنی ضرب یک کمیت نرده‌ای حقیقی در یک بردار اقلیدسی است. ضرب یک مقدار مثبت، طول بردار را تغییر می‌دهد، بی‌آن‌که جهتش را تغییر دهد؛ در حالی که ضرب یک عدد منفی، جهت بردار را نیز تغییر می‌دهد. در ضرب نرده‌ای، راستای بردار ثابت می‌ماند.

## تعریف
اگر {\displaystyle F} یک میدان مثل {\displaystyle \mathbb {R} } و {\displaystyle V} یک فضای برداری روی {\displaystyle F} باشد، ضرب نرده‌ای با نماد {\displaystyle \cdot }، تابعی از {\displaystyle F\times V} به {\displaystyle V} است. نتیجهٔ این تابع (ضرب مقدار {\displaystyle k\in F} در بردار {\displaystyle v\in V}) را با {\displaystyle k\cdot v} یا {\displaystyle kv} نشان می‌دهیم.
{\displaystyle \cdot :F\times V\rightarrow V}
طبق تعریف یک عملگر، {\displaystyle V} باید نسبت به ضرب نرده‌ای بسته باشد.